# Reveille (Zeitschrift)
Reveille war eine zeitweilig sehr populäre britische Wochenzeitung.
Gegründet im Jahr 1940 als Zeitschrift der Britischen Armee im Zweiten Weltkrieg wurde das Blatt 1947 von der Unternehmensgruppe des Daily Mirror erworben.
In den 1950er Jahren brachte das Blatt viel leichte Unterhaltung, im Besonderen zahlreiche Artikel über das britische Königshaus, aber auch Kurzgeschichten. In den 1960er Jahren versuchte man unter dem Titel Reveille Magazine eine Modernisierung mit Pop Posters und Glamour Girls. 1973 brachte eine erneute Umbenennung in New Reveille, die im März 1975 wieder rückgängig gemacht wurde. Die letzte Nummer erschien am 17. August 1979.